# Championnats de France de triathlon 2007
Navigation
Édition précédente Édition suivante
Cet article présente les résultats du Championnats de France de triathlon 2007, qui a eu lieu au lac des Vieilles Forges (Charleville-Mézières) les samedi 4 et dimanche 5 août 2007.

## Championnat de France de triathlon courte distance 2007

### Résultats

#### Homme
|        | Triathlète        | Temps           |
| ------ | ----------------- | --------------- |
| Or     | Frédéric Belaubre | 1 h 56 min 03 s |
| Argent | David Hauss       | 1 h 57 min 27 s |
| Bronze | Stéphane Poulat   | 1 h 58 min 20 s |
| 4      | Julien Loy        | 1 h 58 min 36 s |
| 5      | Sylvain Sudrie    | 1 h 58 min 54 s |
| 6      | Charly Loisel     | 1 h 59 min 05 s |

#### Femme
|        | Triathlète         | Temps           |
| ------ | ------------------ | --------------- |
| Or     | Marion Lorblanchet | 2 h 16 min 42 s |
| Argent | Charlotte Morel    | 2 h 16 min 59 s |
| Bronze | Delphine Pelletier | 2 h 17 min 28 s |
| 4      | Johanna Daumas     | 2 h 18 min 25 s |
| 5      | Anne Tabarant      | 2 h 19 min 00 s |
| 6      | Julie Gigault      | 2 h 21 min 43 s |
| 7      | Jeanne Collonge    | 2 h 22 min 15 s |